# Volavérunt (Goya)
|  |

El aguafuerte Volavérunt es un grabado de la serie Los Caprichos del pintor español Francisco de Goya. Está numerado con el número 61 en la serie de 80 estampas. Se publicó en 1799.

## Interpretaciones de la estampa
Existen varios manuscritos contemporáneos que explican las láminas de los Caprichos. El que se encuentra en el Museo del Prado se tiene como autógrafo de Goya, pero parece más bien despistar y buscar un significado moralizante que encubra significados más arriesgados para el autor. Otros dos, el que perteneció a Ayala y el que se encuentra en la Biblioteca Nacional, realzan la parte más escabrosa de las láminas. Para el autor refleja "La censura de los errores y los vicios humanos."
- Explicación de esta estampa del manuscrito del Museo del Prado: El grupo de brujas que sirve de peana a la petimetra, más que necesidad, es adorno. Hay cabezas tan llenas de gas inflamable, que no necesitan para volar ni globo, ni brujas.[2]
- Manuscrito de Ayala: La Duquesa de Alba. Tres toreros la levantan de cascos.[2]
- Manuscrito de la Biblioteca Nacional: Tres toreros levantan de cascos a la Duquesa de Alba, que pierde al fin la chaveta por su veleidad.[2]